# Austrocarabodes nodosus
Austrocarabodes nodosus är en kvalsterart som beskrevs av Hammer 1966. Austrocarabodes nodosus ingår i släktet Austrocarabodes och familjen Carabodidae. Inga underarter finns listade.